# Condado de Sabine
El condado de Sabine es uno de los 254 condados del estado estadounidense de Texas. La sede del condado es Hemphill, al igual que su mayor ciudad. El condado tiene un área de 1.493 km² (de los cuales 224 km² están cubiertos por agua) y una población de 10.469 habitantes, para una densidad de población de 8 hab/km² (según censo nacional de 2000). Este condado fue fundado en 1837.
Fue creado el 14 de diciembre de 1837 y nombrado por el río Sabine, que forma su límite oriental.

## Demografía
Para el censo de 2000, había 10.469 personas, 4.485 cabezas de familia, y 3.157 familias residiendo en el condado. La densidad de población era de 21 habitantes por milla cuadrada.
La composición racial del condado era:
- 87,85% blancos
- 9,92% negros o negros americanos
- 0,41% nativos americanos
- 0,09% asiáticos
- 0,03% isleños
- 0,82% otras razas
- 0,88% de dos o más razas.

Había 4.485 cabezas de familia, de las cuales el 23,60% tenían menores de 18 años viviendo con ellas, el 58,90% eran parejas casadas viviendo juntas, el 8,70% eran mujeres cabeza de familia monoparental (sin cónyuge), y 29,60% no eran familias.
El tamaño promedio de una familia era de 2,78 miembros.
En el condado el 21,10% de la población tenía menos de 18 años, el 5,60% tenía de 18 a 24 años, el 21,10% tenía de 25 a 44, el 27,20% de 45 a 64, y el 24,90% eran mayores de 65 años. La edad promedio era de 47 años. Por cada 100 mujeres había 93,40 hombres. Por cada 100 mujeres mayores de 18 años había 92,70 hombres.

## Economía
Los ingresos medios de una cabeza de familia del condado eran de USD$27.198 y el ingreso medio familiar era de $32.554. Los hombres tenían unos ingresos medios de $28.695 frente a $21.141 de las mujeres. El ingreso per cápita del condado era de $15.821. El 11,80% de las familias y el 15,90% de la población estaban debajo de la línea de pobreza. Del total de gente en esta situación, 23,90% tenían menos de 18 y el 12,70% tenían 65 años o más.